# إيمانويل أكوين
إيمانويل أكوين (بالإنجليزية: Emmanuel Aquin) (27 يناير 1968، مونتريال في كندا)؛ روائي كندي.
نشر 11 رواية باللغة الفرنسية، وكتب في عدة أنواع أدبية.